# Александар Стуб
Кај-Геран Александар Стуб (Хелсинки, 1. април 1968) фински је политичар, тренутно на функцији председника Финске. Између 2014. и 2015. био је премијер Финске.

## Биографија
Рођен је у Хелсинкију у двојезичној породици, отац му је говорио шведски, а мајка фински језик. Код куће се служио оба језика. Отац му је између 1976. и 1983. био извршни директор Савеза хокеја на леду Финске. Током тинејџерских година играо је хокеј на леду и био играч ХК ХИФК.
Ожењен је Сузаном Инес, коју је упознао током студија на Колеџу Европе у Брижу. Имају двоје деце (једно рођено 2001, а друго 2004). Живе у Еспу. Као љубитељ спорта, учествовао је у више хуманитарних спортских акција.